# Luis Buñuel
Luis Buñuel Portolés (phát âm tiếng Tây Ban Nha: [ˈlwis βuˈɲwel poɾtoˈles]; 22 tháng 2 năm 1900 – 29 tháng 7 năm 1983) là nhà làm phim người Tây Ban Nha. Buñuel sinh ra tại Calanda, một thị trấn nhỏ ở tỉnh Teruel.